# Chiesa di Santa Maria della Salute (Albaredo d'Adige)
La chiesa di Santa Maria della Salute è la parrocchiale di Michellorie, frazione del Comune di Albaredo d'Adige, in provincia e diocesi di Verona; fa parte del vicariato dell'Est Veronese, precisamente dell'Unità Pastorale Albaredo-Ronco.

## Storia
La chiesa di Michellorie, di proprietà della famiglia Giusti di Legnago, fu donata con l’erezione della parrocchia il 10 novembre 1798, smembrata da quella di Coriano.
Tra il 1882 e il 1897 si decise di ampliare e rinnovare l’edificio, che è quello che vediamo oggi. A ricordare questo l’epigrafe presente in facciata.
Tra il 2002 e il 2009 sono stati compiuti interventi riguardanti la facciata e la copertura della chiesa

## Descrizione

### Esterno
La facciata a capanna in stile neoclassico, rivolta verso sud e rivestita ad intonaco, è divisa in tre parti grazie ad una coppia di paraste.

Al centro vi è il portale con arco a tutto sesto, mentre ai lati vi sono le epigrafi che ricordano i lavori di ampliamento e rinnovamento dell’edificio e la benedizione impartita alla chiesa dall’allora Pontefice Leone XIII.

In asse con il portale, in alto, all’interno di una nicchia vi è la statua raffigurante la Madonna della Salute, mentre la facciata è chiusa dal timpano al cui interno vi è una M, l'iniziale del nome della Vergine Maria, mentre al vertice è collocata una grande Croce metallica.

### Interno
All’interno la chiesa si presenta come un’unica aula rettangolare su cui si aprono, in posizione centrale, due semicappelle laterali, dedicate rispettivamente a San Giuseppe sul lato destro e alla Madonna della Salute su quello opposto.

Sulla parete orientale, più vicino alla porta d’ingresso, c’è il battistero, che presenta un pregevole ciclo pittorico con il Battesimo del Signore e le Allegorie dei sette sacramenti.
Le pareti sono intonacate e tinteggiate, con lesene con capitelli in stucco che sostengono un basamento su corre una cornice liscia che si sviluppa per l’intero perimetro.
L’aula è coperta da una volta a botte e presenta cornici a tempera con motivi vegetali, mentre il pavimento è in quadrotte di cemento bianche e rosse posate in corsi diagonali.
A introdurre la luce naturale nell’edificio sono alcuni oculi presenti nelle pareti laterali.
Il presbiterio, a pianta quadrangolare e rialzato di tre gradini di nembro rosato rispetto alla navata, è coperto da una calotta semisferica decorata a cassettoni. Nei quattro pennacchi sono dipinti i Quattro Evangelisti.

Il pavimento è in quadrotte di cemento con graniglia di marmi policromi.
Nell’adeguamento liturgico conseguente al Concilio Vaticano II sono stati rimossi sia le balaustre sia l’altare maggiore, realizzando un nuovo altare in marmi policromi verso il popolo, mentre un altro altare con il tabernacolo è stato addossato alla parete di fondo del presbiterio.
Sul lato sinistro del presbiterio sono presenti la cappella feriale e la sacrestia.

#### L'organo
In controfacciata, su una cantoria, è collocato un organo risalente al 1737, opera del veronese Gaetano Amigazzi, restaurato nel XXI secolo, che possiede seicentoventidue canne.

## Campanile e campane

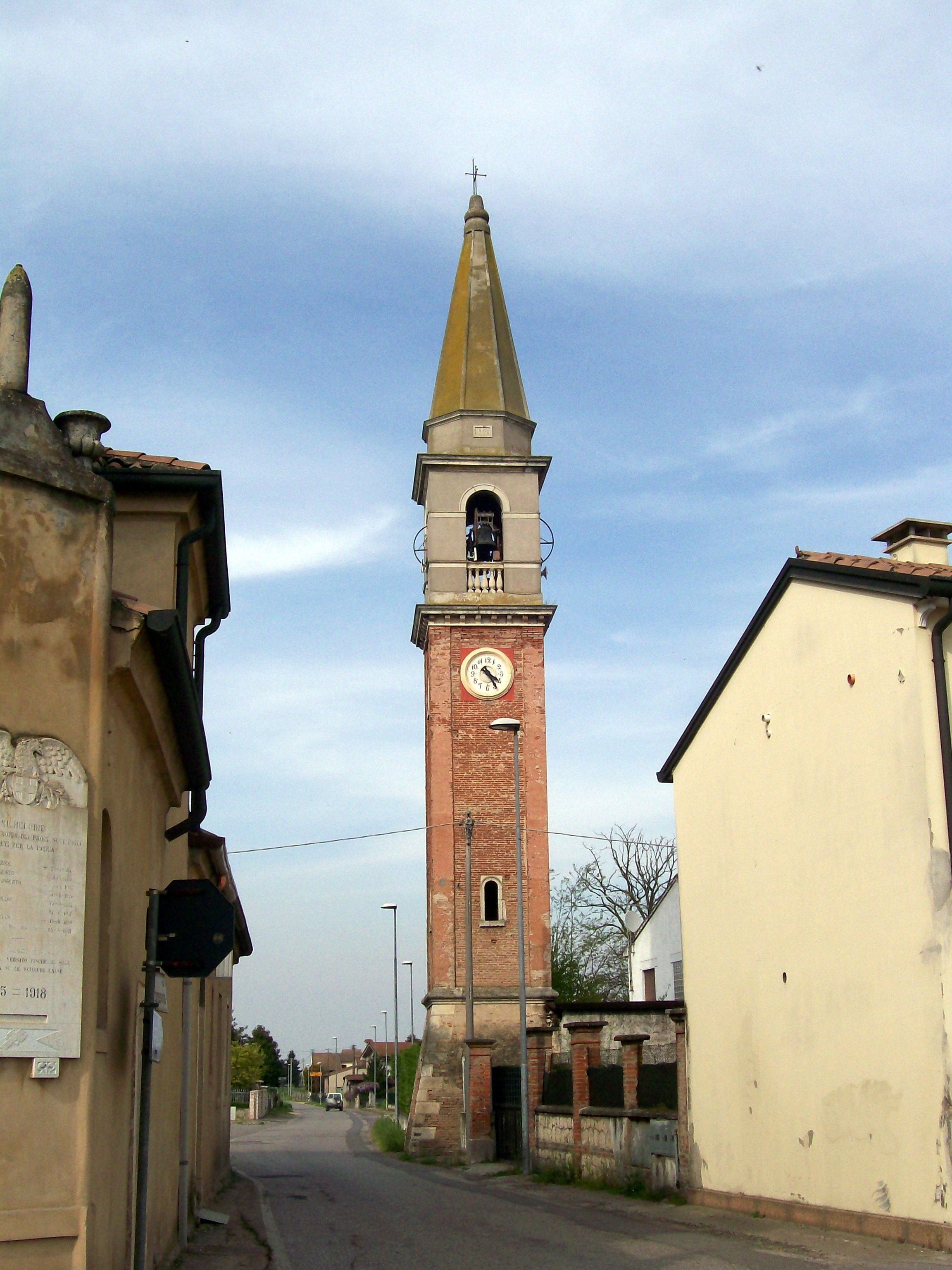
Il campanile.

Il campanile, di proprietà del Comune di Albaredo d’Adige, si trova in Via Presina, la strada che corre sul lato sinistro della chiesa, ma più arretrato e sul lato opposto rispetto ad essa.
A base quadrangolare, la torre presenta una canna con mattoni a vista, mentre la cella campanaria ha una monofora per lato con balaustra.

Un tamburo ottagonale, che riporta un’epigrafe con l’anno 1868, sostiene la cuspide al cui culmine vi è una Croce metallica.
Il concerto campanario presente oggi sulla torre è composto da 5 campane in LAb3, montate veronese e suonabili manualmente.

Questi i dati del concerto:
1 – LAb3 – diametro 867 mm - peso 355 kg - fusa nel 1957 da Colbachini di Padova.
2 – SIb3 – diametro 762 mm - peso 246 kg - fusa nel 1957 da Colbachini di Padova.
3 – DO4 – diametro 675 mm – peso 168 kg - fusa nel 1957 da Colbachini di Padova.
4 – REb4 – diametro 634 mm – peso 141 kg - fusa nel 1957 da Colbachini di Padova.
5 – MIb4 – diametro 559 mm – peso 100 kg – fusa nel 1957 da Colbachini di Padova.
Il suonatore di campane Pietro Sancassani riporta che in precedenza erano presenti tre piccole vecchie campane, senza specificarne gli autori.